# Leucania rufotincta
Leucania rufotincta là một loài bướm đêm trong họ Noctuidae.